# Guillaume-Ernest Pellus
Guillaume-Ernest Pellus est un artiste peintre et peintre verrier français né en 1878 à Reims et mort en 1945 au château d'Échuilly en Maine-et-Loire. 

## Biographie
Fils de Luxembourgeois, son père, naturalisé Français, fut cordonnier à Reims où Guillaume-Ernest Pellus passa son enfance.
Il est actif à Montréal de 1917 à 1933. Il travaille d'abord pour le compte de la compagnie O'Shea puis met sur pied son propre atelier en 1927 et s'annonce dans l’Album des églises.
Pellus crée de nombreux vitraux religieux de facture conservatrice pour les églises de Notre-Dame-de-Grâce et de Mont-Saint-Hilaire. Il collabore à maintes reprises avec le grand peintre québécois Ozias Leduc qui dessine les cartons pour le baptistère de la basilique Notre-Dame et en confie la réalisation à Pellus.
Sa publicité que l'on trouve dans l'Album des églises fait référence à de nombreux autres chantiers, telles l'église du Pont-Rouge à Portneuf, l'église de Drummondville et l'église des Saints-Anges à Lachine.
En 1929, le talent de Pellus se vérifie dans la réalisation des verrières du chœur de l'église Saint-Frédéric à Drummondville. La qualité du rendu des corps indique que Pellus recourait sûrement à des modèles vivants.

## Œuvres

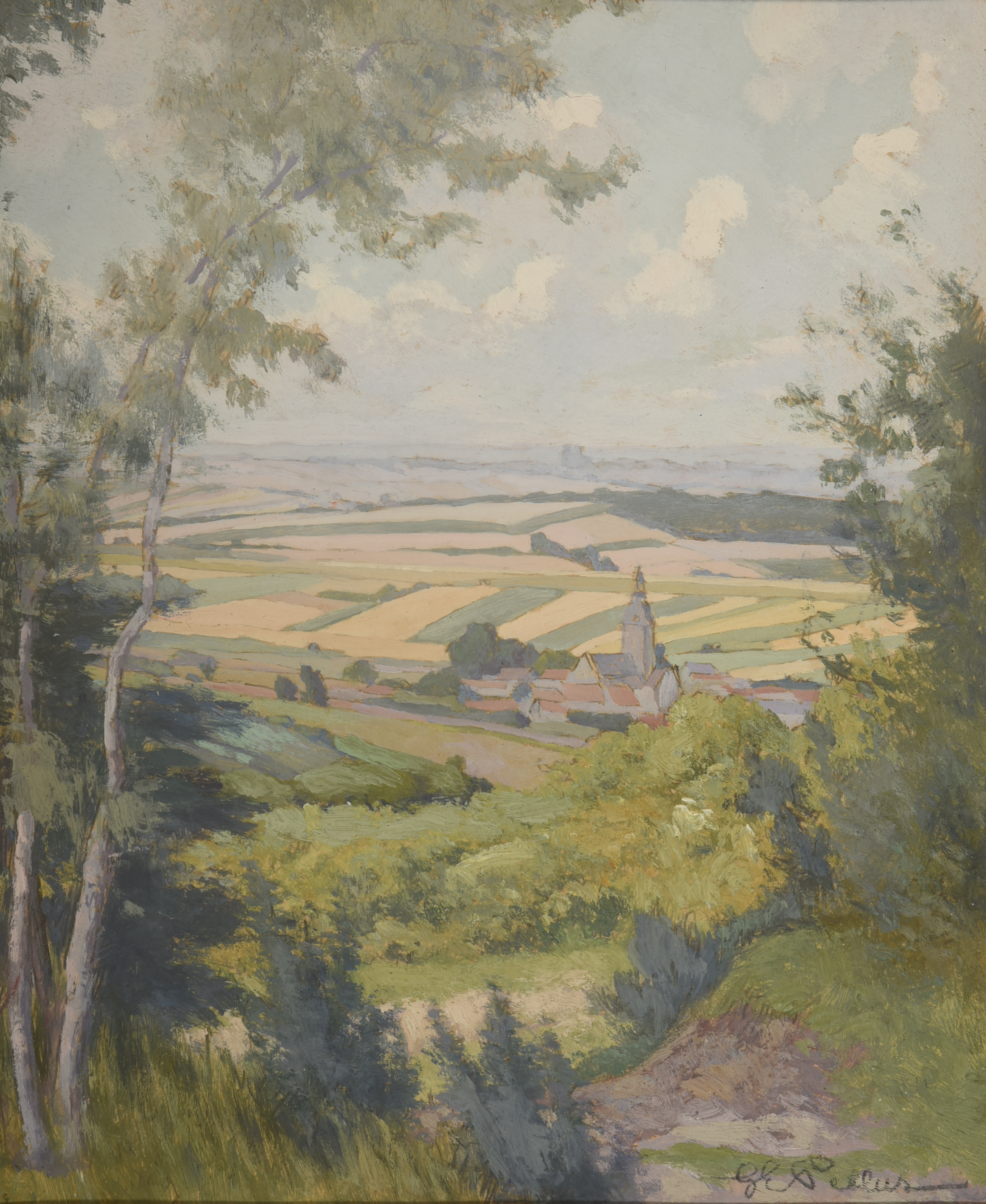
Guillaume-Ernest Pellus, Sermiers, Musée des beaux-arts de Reims

Vitrail de G.E. Pellus à l'Église Notre-Dame-de-Grâce de Montréal.
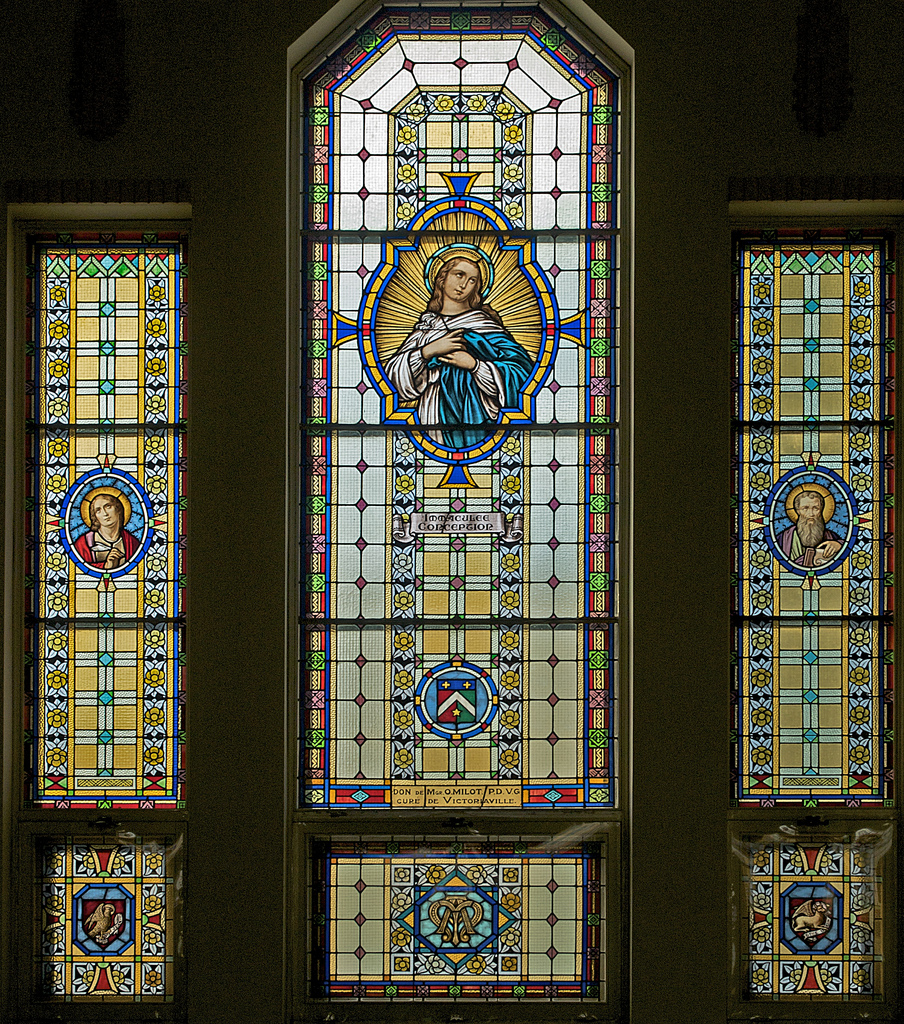